# 안양어린이도서관
안양어린이도서관은 경기도 안양시 동안구 호계동 소재의 시립 어린이 도서관이다.

## 연혁
- 2007년 10월 12일 개관.

## 이용 안내
이용 시간
- 평일 10:00~19:00
- 주말 10:00~18:00

휴관일
- 매주 월요일
- 법정 공휴일(어린이날 제외)